# Rue de Chéroy
La rue de Chéroy est une voie du 17e arrondissement de Paris, en France.

## Situation et accès
La rue de Chéroy est une voie publique située dans le 17e arrondissement de Paris. Elle débute au 78 bis, boulevard des Batignolles et se termine au 99, rue des Dames.

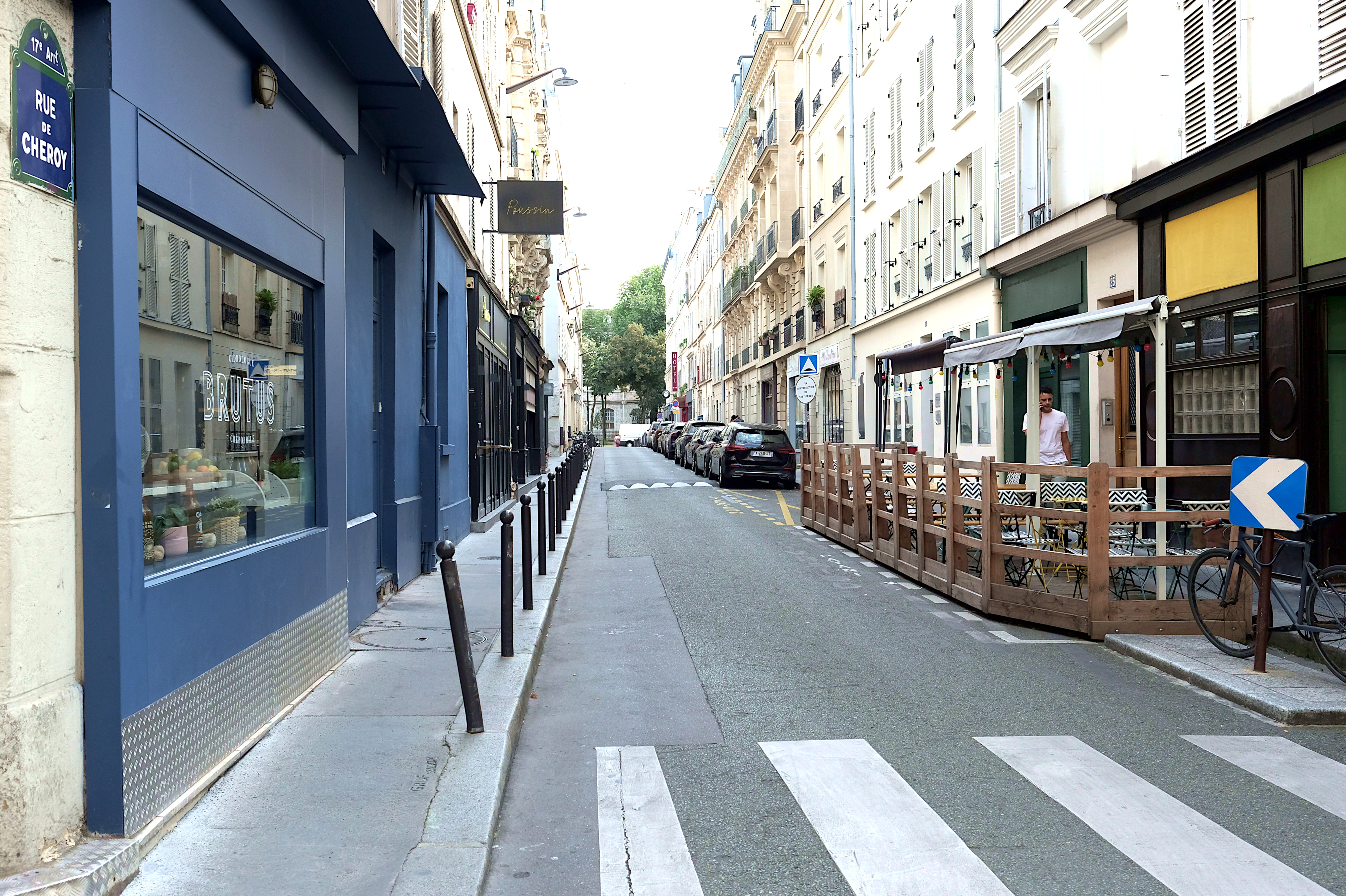
La rue de Chéroy vue depuis la rue des Dames.
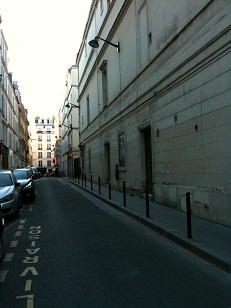
Rue de Chéroy en 2012.

## Origine du nom
Elle porte le nom du chef-lieu de canton de l'Yonne, Chéroy, lieu de naissance de Louis Puteaux, promoteur parisien,.

## Historique
Cette voie de l'ancienne commune des Batignolles est classée dans la voirie parisienne par décret du 23 mai 1863, sous le nom de « rue de Cherroy ».
Par arrêté du 1er mai 1880, l'orthographe du nom est rectifié en « rue de Chéroy ».